# RIM-24 Tartar
RIM-24 Tartar là một loại tên lửa phòng không tầm trung sử dụng trên tàu chiến mặt nước của Hải quân Mỹ do General Dynamics phát triển và chế tạo. Nó là một trong những thế hệ tên lửa phòng không đầu tiên trang bị trên tàu chiến của Mỹ. Tên lửa Tartar là loại tên lửa phòng không thứ 3 trong số 3 loại tên lửa phòng không hạm tàu được Mỹ triển khai trong những năm 1960s và 1970s, 2 loại còn lại là RIM-2 Terrier và RIM-8 Talos.

## Lịch sử
Tên lửa Tartar ra đời do sự cần thiết phải phát triển một loại tên lửa phòng không nhỏ hơn để trang bị cho các tàu chiến cỡ nhỏ chống lại các mục tiêu trên không ở tầm gần. Ban đầu, tên lửa Tartar đơn giản là tên lửa RIM-2C Terrier mà không có tầng đẩy khởi tốc thứ 2.
Tên lửa phòng không Tartar không mang mã định danh dạng SAM-N-x mà nó được ký hiệu là hệ thống tên lửa Mk 15 cho đến khi Hệ thống định danh vũ khí Lục quân-Hải quân ra đời vào năm 1963.
Hệ thống phòng không hạm tàu Tartar được sử dụng trên nhiều loại tàu chiến của Mỹ. Ban đầu, Hải quân Mỹ sử dụng hệ thống giá phóng kép Mk 11; sau đó chuyển sang sử dụng loại giá phóng đơn Mk 22. Các phiên bản tên lửa đầu tiên tỏ ra thiếu độ tin cậy trong tác chiến. Các phiên bản nâng cấp sau đó được định danh là RIM-24C đã có tính năng tốt hơn rất nhiều. Các nâng cấp và cải tiến cho tên lửa Tartar đã bị huỷ bỏ sau khi Hải quân Mỹ đưa vào trang bị hệ thống tên lửa RIM-66 Standard. Tuy đã đưa loại tên lửa mới vào trang bị, nhưng các tàu chiến của Mỹ vẫn sử dụng hệ thống kiểm soát hoả lực của tên lửa Tartar.

## Các phiên bản
- RIM-24A: Phiên bản nguyên mẫu
- RIM-24B: Phiên bản cải tiến
- RIM-24C: Phiên bản cải tiến nâng cao độ tin cậy (TRIP)

## Các tàu chiến trang bị hệ thống
- destroyer lớp Audace (Italy)
- destroyer lớp Impavido (Italy)
- destroyer lớp Charles F. Adams /  destroyer lớp Lütjens (Germany) /  destroyer lớp Perth (Australia)
- cruiser lớp Albany
- destroyer lớp Mitscher (guided missile modification)
- destroyer lớp Forrest Sherman (guided missile modification)
- frigate lớp Brooke
- cruiser lớp California
- cruiser lớp Virginia
- destroyer lớp Kidd
- destroyer lớp T 47 (guided missile modification)
- frigate lớp Cassard
- frigate lớp Tromp with Mk 13 missile launcher (retired from service)

## Vận hành

### Trước đây
Úc
- Royal Australian Navy

 Pháp
- French Navy

 Đức
- German Navy

 Ý
- Italian Navy

 Nhật Bản
- Japan Maritime Self-Defense Force

 Hà Lan
- Royal Netherlands Navy

 Hoa Kỳ
- United States Navy